# Pluvigner
Pluvigner is een gemeente in het Franse departement Morbihan (regio Bretagne). De plaats maakt deel uit van het arrondissement Lorient. De gemeente telde 7.644 inwoners op 1 januari 2022.

## Geografie
De oppervlakte van Pluvigner bedroeg op 1 januari 2022 82,83 vierkante kilometer; de bevolkingsdichtheid was toen 92,3 inwoners per km².

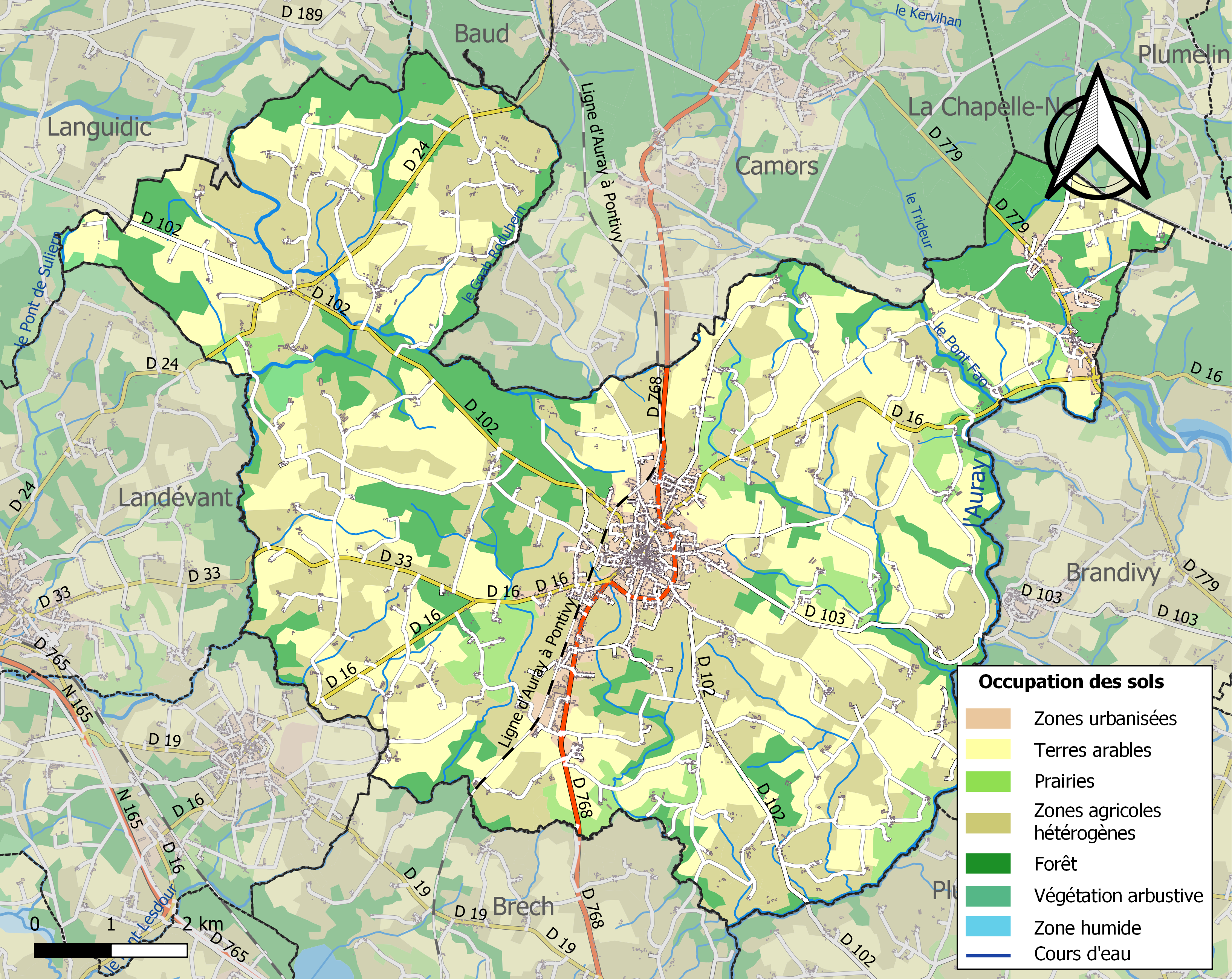
Kaart van de gemeente met de belangrijkste infrastructuur, bodemgebruik en omliggende gemeenten

## Demografie
Onderstaande figuur toont het verloop van het inwonertal, bron: INSEE-tellingen. 

## Vliegtuigcrash
Op 19 september 2019 stortte op deze plek een Belgische F-16 neer. De twee piloten wisten ongedeerd te ontkomen door gebruik te maken van hun schietstoel. Zie Vliegtuigongeluk bij Pluvigner.